# Swabi
Swabi (Urdu صوابۍ) ist eine Stadt im Distrikt Swabi der pakistanischen Provinz Khyber Pakhtunkhwa.

## Klima
Swabi hat ein warmes und gemäßigtes Klima. Mit heißen, feuchten Sommern und milden Wintern bietet Swabi ein feuchtes subtropisches Klima (Köppen Cwa). Die durchschnittliche Temperatur in Swabi beträgt 22,2 Grad. Der November ist der trockenste Monat mit einem durchschnittlichen Niederschlag von 12 mm, während der feuchteste Monat der August mit einem durchschnittlichen Niederschlag von 137 mm ist.

## Geschichte
Seit 1988 ist die Stadt Teil des neu geschaffenen Distrikts Swabi.

## Bevölkerungsentwicklung
| Zensusjahr | Einwohnerzahl |
| ---------- | ------------- |
| 1972       | 037.292       |
| 1981       | 046.344       |
| 1998       | 080.157       |
| 2017       | 123.412       |

## Persönlichkeiten
- Gulalai Ismail (* 1986), paschtunisch-pakistanische Menschenrechtsaktivistin